# 姣麗球屬
姣麗球屬，又名陀螺果球屬或獨樂果屬，是一屬非常細小至中等大小的仙人掌，分佈在墨西哥東北部，即聖路易斯波托西州、瓜納華托州、新萊昂州、克雷塔羅州、伊達爾戈州、科阿韋拉州、塔毛利帕斯州及薩卡特卡斯州。

## 生態
姣麗球屬是肉質植物，大部份在石灰岩土壤上生長。它們分佈介乎海拔300-3300米。它們受限於特定的種植條件，會與大部份植物存在競爭，土壤須排水良好，一般為石灰岩、砂石、片岩或石膏脈。
姣麗球屬適應了極端的生態位：多於80%的物種都會在岩縫或礫石生長，縫間積存的塵埃可以幫助根部發育。外表看來這麼細小的植物很難在這類環境生存，但生長在乾旱環境的姣麗球屬，其根部非常肥大，可以牢牢的抓住基床及儲存水份。其刺經常會轉變為非常薄的結構，也能吸收大量的水份。它們的外觀可以作為偽裝，免受草食性動物的侵擾。

## 分類
姣麗球屬的分類歷史非常複雜，往往與其他的屬有所混淆，如金琥屬、美刺玉屬、裸玉屬、乳突球屬、Neolloydia、Normanbokea、月華玉屬、斧突球屬、菊水屬、瘤玉屬及Toumeya，這是因為在200年間對於仙人掌科內的關係及親緣不斷有新的認識。
就姣麗球屬的分類有很多不同的意見，但根據果實學、生物地理學、DNA分析、生態、花朵特徵、雜交測試、形態、個體發生學及種子特徵，得出Rapicactus應為獨立的屬，而姣麗球屬則可以細分為兩個亞屬。
以下是姣麗球屬下的分類：
- Turbinicarpus亞屬
  - Gracilis系
    - 迪克森丸（T. dickisoniae）
    - 長刺升龍丸（T. gracilis）
    - 菊水嬌麗（T. hoferi）
    - 黃月華（T. swobodae）

  - Lophophoroides系
    - 赤花嬌麗（T. alonsoi）
    - 暮城丸（T. bonatzii）
    - 黄龍丸（T. flaviflorus）
    - 白琥（T. knuthianus）
    - 單刺嬌麗（T. jauernigii）
    - 劉氏丸（T. laui）
    - 絞麗丸（T. lophophoroides）
    - 離城丸（T. rioverdensis）

  - Macrochele系
    - 牙城丸（T. macrochele）
      - T. m. frailensis
      - 烏丸（T. m. polaskii）
      - T. m. valteri

  - Turbinicarpus系
    - 昇雲龍（T. klinkerianus）
      - 烏城丸（T. k. schwartzii）
      - T. k. hiemalis
      - T. k. planiziei

    - 昇龍丸（T. schmiedickeanus）
      - 橙花丸（T. s. rubriflorus）
      - 安德森丸（T. s. andersonii）

  - Valdeziani系
    - 精巧殿（T. pseudopectinatus）
    - 薔薇丸（T. valdezianus）

  - Gymnocactus系
    - T. nieblae
    - 仙境（T. saueri ssp. saueri）
    - 內里莎（T. saueri ssp. nelissae）
    - 伊莎貝拉（T. ysabelae）

  - Viereckii系
    - 黑槍玉（T. gielsdorfianus）
    - 白花圓錐玉（T. major）
    - 菲雷克圓錐玉（T. viereckii ssp. viereckii）
    - T. viereckii ssp. neglectus

  - 天然混種
    - Turbinicarpus X mombergeri (pseudopectinatus X laui)
- Kadenicarpus亞屬
  - Bravocactus節
    - 紅梅殿（T. horripilus）

  - Kadenicarpus節
    - 蕪城丸（T. krainzianus）
      - 迷你蕪城丸（T. k. minimus）

    - 長城丸（T. pseudomacrochele）

## 外部連結
- "Alkaloids and why Turbinicarpus sp. contain them" (Turbinicarpus Information Exchange) （页面存档备份，存于）
- Lost Peyotls （页面存档备份，存于）

Template:Taxnbar